# Jerker Delsing
Karl Jerker Delsing, född 3 juni 1957 i Umeå är en svensk professor i industriell elektronik. Han är verksam vid Luleå tekniska universitet. 
Delsing fick sin civilingenjörsexamen i Teknisk fysik vid Lunds Tekniska högskola 1982 och doktorsgrad 1994. Under åren 1985 - 1988 arbetade Delsing på Alfa-Laval. 
Under åren 1989-1995 var Delsing verksam vid Institutionen för värme- och energiteknik vid Lunds Tekniska Högskola. 
År 1995 utsågs Delsing till professor i industriell elektronik vid Luleå tekniska universitet där han 2017 arbetar som avdelningschef för EISLAB. 
Åren 2004-2006 var Delsing dekanus på samma lärosäte.
Delsings forskning är främst inom "Embedded Internet Systems (EIS) with applications".
Jerker Delsing är äldre bror till tvillingbröderna Lars-Olof Delsing och Per Delsing.